# 姉小路祐
姉小路 祐（あねこうじ ゆう、1952年 -）は、日本の小説家・推理作家。

## 経歴
京都府生まれ。京都市立日吉ヶ丘高等学校、大阪市立大学法学部卒業。立命館大学大学院政策科学研究科博士課程前期課程修了。修士論文テーマは「司法改革と日本型政治経済の構造改革」。
司法書士の資格を取得した後に、1989年「弁護士・朝日岳之助」シリーズの第1作となる『真実の合奏（アンサンブル）』が第9回横溝正史賞佳作を受賞。1991年には『動く不動産』で第11回同賞大賞を受賞。「朝日岳之助」シリーズ、「刑事長」シリーズ、「署長刑事」シリーズなどを執筆し、山村美紗、西村京太郎らに続く2時間ドラマの主要原作者である。
『推理作家製造学〈入門編〉』は、まだアマチュアだった著者が推理小説作家としてプロデビューするまでをつぶさに描いた作家入門である。コンテストで落選した過去の短編に加え、本書のために書き下ろした短編が編集者の添削を受ける過程がそのまま掲載されている。

## 作品リスト

### 朝日岳之助シリーズ
- 真実の合奏（1989年5月 カドカワノベルズ / 1999年4月 光文社文庫）
- 有罪率99%の壁（1989年10月 カドカワノベルズ）
  - 【改題】逆転法廷 有罪率99％の壁（2002年2月 講談社文庫）
- 殺意の法廷（1991年8月 カドカワノベルズ / 2000年7月 光文社文庫）
- 野望の賭け（1992年9月 フタバノベルス）
- 黄金の国の殺人者（1993年8月 C★NOVELS / 2004年3月 光文社文庫）
- 走る密室（1994年10月 C★NOVELS / 2005年2月 光文社文庫）
- 30年目の真実（1995年9月 トクマ・ノベルズ）
- 逆転証拠（1995年12月 トクマ・ノベルズ / 1998年9月 徳間文庫）
- 検証 五・九秒の罠（1996年7月 トクマ・ノベルズ / 2003年4月 徳間文庫）
- 無罪の方程式 正義派弁護士・朝日岳之助シリーズ（2003年9月 ジョイ・ノベルス）
  - 【改題】偽装法廷（2016年1月 実業之日本社文庫）

### 司法書士・石丸伸太シリーズ
- 動く不動産（1991年5月 角川書店 / 1998年4月 角川文庫）
- 死の逆転 京都が危ない（1993年12月 角川文庫）

### 刑事長シリーズ
- 刑事長（1992年8月 講談社ノベルス / 1995年7月 講談社文庫）
- 刑事長 四の告発（1993年4月 講談社ノベルス / 1996年11月 講談社文庫）
- 刑事長 越権捜査（1993年11月 講談社ノベルス / 1998年7月 講談社文庫）
- 刑事長 殉職（1994年4月 講談社ノベルス / 1997年12月 講談社文庫）

### 北白川晶子シリーズ
- 街占師晶子 パンドラの手相（1995年1月 カドカワノベルズ）
- 死をまねく手相（1996年8月 双葉社）
- 街占師（2000年10月 祥伝社文庫）

### 東京地検特捜部シリーズ
- 東京地検特捜部（1995年12月 講談社ノベルス / 1998年12月 講談社文庫）
- 仮面官僚 東京地検特捜部（1997年5月 講談社ノベルス / 2000年6月 講談社文庫）

### 非法弁護士シリーズ
- 非法弁護士（1996年5月 カッパ・ノベルス / 1999年10月 光文社文庫）
- 人間消失 非法弁護士2（1997年5月 カッパ・ノベルス）
  - 【改題】人間消失 非法弁護士（2002年2月 光文社文庫）
- 適法犯罪 非法弁護士シリーズ（1997年10月 カッパ・ノベルス / 2002年7月 光文社文庫）

### 庭師・松原桜子シリーズ
- 京都「洛北屋敷」の殺人（1999年9月 カッパ・ノベルス / 2003年2月 光文社文庫）
- 風水探偵 桜子 風水京都・竹の殺人（2002年5月 角川文庫）

### 警視庁サンズイ別動班シリーズ
- 汚職捜査 警視庁サンズイ別動班（2000年6月 講談社ノベルス / 2003年6月 講談社文庫）
- 合併裏頭取 警視庁サンズイ別動班（2001年5月 講談社ノベルス / 2004年5月 講談社文庫）

### 署長刑事シリーズ
- 署長刑事 大阪中央署人情捜査録（2011年8月 講談社文庫）
- 署長刑事 時効廃止（2012年3月 講談社文庫）
- 署長刑事 指名手配（2013年3月 講談社文庫）
- 署長刑事 徹底抗戦（2014年10月 講談社文庫）

### 七曲風馬シリーズ
- 偽装捜査官 警視庁都民相談室 七曲風馬（2013年10月 角川文庫）
- 潜入捜査官 警視庁都民相談室 七曲風馬（2014年11月 角川文庫）
- 捜査不能 警視庁都民相談室 七曲風馬（2016年11月 角川文庫）

### 岬剣一郎シリーズ
- セカンドジャッジ 出口の裁判官 岬剣一郎（2014年1月 光文社文庫）
- ダブルトリック 出口の裁判官 岬剣一郎（2014年10月 光文社文庫）
- 殺意の架け橋 出口の裁判官 岬剣一郎（2018年8月 光文社文庫）

### 監察特任刑事シリーズ
- 監察特任刑事（2015年8月 講談社文庫）
- 影のクロス 監察特任刑事（2017年9月 講談社文庫）
- 緘殺のファイル 監察特任刑事（2018年3月 講談社文庫）

### 見当たり捜査シリーズ
- 二重逆転の殺意 見当たり捜査25時（1999年2月 トクマ・ノベルズ）
- 大阪府警通天閣署分室 見当たり捜査25時（2012年12月 徳間文庫）

（「見当たり捜査班」分室は実在するが、西成署と浪速署に置かれている）

### 再雇用警察官
- 再雇用警察官（2019年9月 徳間文庫）
- 再雇用警察官 いぶし銀（2020年6月 徳間文庫）
- 再雇用警察官 完敗捜査（2021年2月 徳間文庫）
- 再雇用警察官 ０の構図（2022年4月 徳間文庫）
- 再雇用警察官 究極の完全犯罪（2022年11月 徳間文庫）

### その他
- 推理作家製造学 入門編（1991年6月 講談社ノベルス / 1994年7月 講談社文庫）
- 期待された死（1992年2月 フタバノベルス / 1995年2月 双葉文庫）
- 特捜弁護士 十三年目の復讐（1993年5月 カッパ・ノベルス）
  - 【改題】特捜弁護士（1997年2月 光文社文庫）
- 緊急発砲（1999年10月 トクマ・ノベルズ / 2013年3月 徳間文庫）
- 旋条痕（2000年9月 祥伝社文庫）
- 首相官邸占拠399分（2001年10月 講談社ノベルス / 2004年10月 講談社文庫）
- 特捜検察 雷鳥ファイル（2001年10月 トクマ・ノベルズ）
- 化野学園の犯罪《教育実習生 西郷大介の事件日誌》（2002年7月 講談社ノベルス / 2005年5月 講談社文庫）
- 運命星座の殺人（2002年7月 トクマ・ノベルズ）
- 法廷戦術（2002年11月 ジョイ・ノベルス / 2005年11月 講談社文庫）
- 司法改革（2003年12月 講談社ノベルス / 2006年11月 講談社文庫）
- 「本能寺」の真相（2005年4月 講談社ノベルス / 2008年5月 講談社文庫）
- 京都七ふしぎの真実（2006年4月 講談社ノベルス）
  - 【改題】京都七不思議の真実（2009年4月 講談社文庫）
- 特捜検察官 疑惑のトライアングル（2006年12月 講談社ノベルス）
  - 【改題】密命副検事（2010年9月 講談社文庫）
- 京女殺人法廷 裁判員制度元年（2008年9月 講談社）
- 逆転捜査（2010年8月 講談社ノベルス）
- 太閤下水 東大阪署封印ファイル（2019年8月 光文社文庫）

## メディア・ミックス

### テレビドラマ
日本テレビ系
- 火曜サスペンス劇場 弁護士・朝日岳之助（1989年10月17日 - 2005年5月10日、主演：小林桂樹）

テレビ朝日系
- 土曜ワイド劇場 京都の女庭師風水探偵さくら子（2000年6月17日 - 2002年7月27日、主演：沢口靖子）

TBS系
- 月曜ミステリー劇場 見当たり捜査25時（2004年6月28日、主演：大竹しのぶ、原作：二重逆転の殺意・見当たり捜査25時）

テレビ東京・BSジャパン系
- 水曜ミステリー9 街占師 北白川晶子の事件占い（2008年9月10日 - 2012年1月11日、主演：高畑淳子）
- 水曜ミステリー9 刑事長（2013年4月10日 - 2014年5月14日、主演：中村雅俊）
- 月曜プレミア8 再雇用警察官（2020年5月11日 - 、主演：高橋英樹）